# Allosmaitia
Allosmaitia is een geslacht van vlinders van de familie Lycaenidae, uit de onderfamilie Theclinae.

## Soorten
- A. coelebs (Herrich-Schäffer, 1862)
- A. fidena (Hewitson, 1867)
- A. myrtusa (Hewitson, 1867)
- A. pion (Godman & Salvin, 1887)
- A. piplea (Godman & Salvin, 1896)
- A. strophius (Godart, 1823)